# Carcharhinus sealei
Carcharhinus sealei (Pietschmann, 1913) è uno squalo del genere Carcharhinus e della famiglia Carcharhinidae.

## Areale
Vivono nell'Oceano Pacifico occidentale e nell'Oceano Indiano. La sua presenza è stata registrata dell'Africa orientale alla Cina ed all'Australia. Spesso viene confuso con il Carcharhinus dussumieri e viene chiamato Carcharhinus tjutjot e Carcharhinus menisorrah.

## Habitat
Abitano le piattaforme continentali ed insulari, dalla linea del surf sino alla linea intertidale ed alle acque più profonde

## Aspetto
La lunghezza massima è di circa 1 metro.
Questo squalo è piccolo e snello, con un muso allungato ed arrotondato, grandi occhi ovali e denti dotati di cuspidi oblique. La seconda pinna dorsale ha una punta nera facile da riconoscere che copre più di metà della pinna, mentre le altre pinne sono a tinta unita. Il dorso è grigiastro o bruno, mentre il ventre è bianco.

## Dieta
Si nutrono di piccoli pesci ossei, inclusi cavallucci marini, nonché di gamberi e di calamari

## Riproduzione
La specie è vivipara.

## Interazioni con l'uomo
Spesso viene catturato nelle reti dai pescatori a terra. Viene utilizzato per la sua carne